# Aleksandr Záitsev
Aleksandr Mijáilovich Záitsev (en ruso: Алекса́ндр Миха́йлович За́йцев, también escrito como Zaytsev, Saytzeff y Saytzev; 2 de julio de 1841 – 1 de septiembre de 1910) fue un químico ruso. Trabajó en compuestos orgánicos y propuso la regla de Záitsev, que pronostica la composición de los productos de una reacción de eliminación.

## Primeros años
Záitsev, nacido en Kazán, era hijo de un mercader de té y azúcar, quien había decidido que su hijo le seguiría en su negocio. Aun así, gracias a la insistencia de su tío materno, el físico Lyapunov, Záitsev pudo inscribirse en la Universidad de Kazan para estudiar economía. En esta época, Rusia estaba desarrollando un nuevo sistema educativo (el denominado "sistema cameral") lo que significaba que cada estudiante graduando en leyes y economía de una universidad rusa tuviera que estudiar dos años de química. Fue así como Záitsev conoció al eminente químico Aleksandr Bútlerov.
Al poco tiempo empezó a trabajar con Bútlerov, quien claramente vio en él a un excelente farmacéutico de laboratorio, cuyos trabajos posteriores le demostraron que podría ser muy importante para la química orgánica rusa. A la muerte de su padre, Záitsev se diplomó en 1862, e inmediatamente fue a Europa occidental a ampliar sus conocimientos químicos, estudiando con Hermann Kolbe en Marburg, y con Charles Adolphe Wurtz en París. Esto estaba en contra de las normas de la época, que establecían que un estudiante debía completar el grado de kandidat (aproximadamente equivalente al grado de licenciado), y entonces dedicar dos o tres años a estudiar en el extranjero (un komandirovka) antes de regresar a Rusia como ayudante de laboratorio asalariado para estudiar el doctorado.
Entre 1862 y 1864, estudió con Kolbe en Marburg, donde descubrió los sulfóxidos y las sales de trialquilsulfonio. En 1864 se trasladó a París, donde trabajó durante un año en los laboratorios de Wurtz antes de regresar a Marburg en 1865. En este tiempo, Kolbe pasó a Leipzig, y Záitsev, ya sin dinero, regresó a Rusia. A su regreso, volvió de nuevo con Butlerov como ayudante sin sueldo. Durante este tiempo, escribió su disertación como kandidat.

## Carrera
Para dedicarse a la docencia, necesitaba una licenciatura de una universidad rusa, o un doctorado de una universidad extranjera, así que redactó su trabajo acerca de los sulfóxidos y lo presentó en la Universidad de Leipzig, donde (probablemente gracias a la influencia de Kolbe) obtuvo el doctorado en 1866. Esto permitió a Butlerov proporcionarle un puesto de ayudante en agronomía (en marzo de 1866 el claustro de la Universidad de Kazán aprobó el nombramiento.) Dos años más tarde, obtuvo su graduación en química. Al año siguiente (1869) fue nombrado Profesor Extraordinario de Química Vladímir Vasílievich Markóvnikov (1838–1904), colega de otro joven estudiante de Bútlerov. Záitsev presentó su tesis doctoral en química en 1870, y obtuvo el grado pese a las objeciones indirectas de Markóvnikov (como segundo examinador de la disertación, Markóvnikov había escrito un valoración abiertamente positiva, pero destinada sin embargo a ser leída entre líneas). Ese mismo año, Záitsev fue promovido a Profesor Normal de Química, lo que pudo haber sido uno de los motivos finales para que Markovnikov se marchara a Odessa en 1871. Záitsev continuó en la universidad de Kazán hasta su muerte en 1910.

## Investigación
Su investigación en Kazan estuvo principalmente dedicada al desarrollo de la química del organozinc y la síntesis de alcoholes. La primera de estas reacciones había sido informada por Butlerov en 1863, quién preparó tert-butil alcohol a partir de dimetilzinc y de fosgeno. Záitsev y sus alumnos Yegor Yegórovich Vagner (Georg Wagner, 1849–1903) y Serguéi Nikoláievich Reformatski (1860–1934) extendieron esta reacción a una síntesis general de los alcoholes utilizando yoduros de alquilzinc. Este procedimiento era la mejor manera de sintetizar alcoholes hasta el descubrimiento de la reacción de Grignard en 1901. El trabajo de Reformatskii, que utilizó los compuestos de zinc de alfa-bromoésteres, llevó al descubrimiento de una reacción sintética (la reacción de Reformatskii) que todavía es utilizada hoy en día. La regla de Záitsev fue publicada en 1875, a la vez que su némesis, Markóvnikov (quién había hecho una predicción contraria) se hacía con la cátedra de la Universidad de Moscú. Záitsev recibió varios honores: fue elegido Miembro Correspondiente de la Academia de Ciencias de Rusia, Miembro Honorario de la Universidad de Kiev, y sirvió durante dos mandatos como Presidente de la Sociedad Rusa Físico-Química.

## Muerte
Záitsev murió el 1 de septiembre de 1910 en Kazán.